# Séisme de 2022 à Sumatra

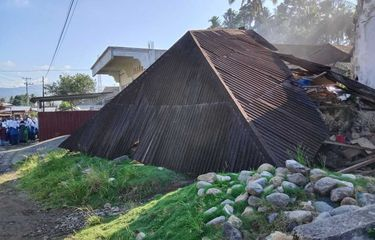
Images des dégâts à la suite du séisme

Le séisme de 2022 à Sumatra est un fort séisme de magnitude 6,2 survenu le 25 février 2022 à l'ouest de Sumatra, en Indonésie. Selon l'US Geological Survey, le tremblement de terre a frappé à une profondeur de 12,3 km et avait un épicentre à Pasaman (en). Au moins 10 personnes sont mortes, 86 ont été blessées, 4 autres personnes ont été portées disparues et de graves dommages se sont produits dans le district de Tigo Nagari, à Pasaman.